# Equipo de Copa Davis de Ucrania
El equipo ucraniano Copa Davis representa a Ucrania en la Copa Davis  y se rigen por la Federación Ucraniana de Tenis.

## Historia
Ucrania compitió en su primera Copa Davis en 1993. Ucrania actualmente compite en la Zona África/Europa del Grupo I. Su mejor actuación fue en 2009 y 2014, cuando alcanzó las eliminatorias del Grupo Mundial.

## Equipo actual
- Alexandr Dolgopolov
- Sergiy Stakhovsky
- Illya Marchenko
- Oleksandr Nedovyesov